# إبراهيم قفطان
إبراهيم بن حسن السعدي الرباحي المعروف بـقفطان (28 يونيو 1785 - 1862) فقيه وشاعر عراقي في القرن الثالث عشر الهجري/التاسع عشر الميلادي. ولد في الحسكة عند خروج والده من النجف فراراً من الطاعون، ونشأ في النجف. قرأ المقدّمات عند والده ثمّ حضر الأبحاث العالية في الفقه الجعفري وأُصوله على الشيخ عليّ والشيخ حسن آل كاشف الغطاء، ومحمد حسن النجفي، وحضر في أواخر أيامه على مرتضى الأنصاري. هو من فقهاء الشيعة وله مؤلفات في الفقه والأصول وأكثر شعره في التهاني والمدائح والمراثي لأهل البيت والأئمة الاثنا عشر في اللغتين الفصحى والعامّية، وقد برع من أقسام الشعر العامّي بالمواليا.

## سيرته
ولد إبراهيم بن حسن بن علي بن نجم بن عبد الحسين السعدي الرباحي الشهير بـقفطان في الحسكة 21 شعبان سنة 1199/ 28 يونيو 1785 عند خروج والده من النجف فراراً من الطاعون، ونشأ في النجف. وآل قفطان من بيوتات العلم والفضل في النجف الأشرف، وقد خرج منهم عدّة علماء وشعراء. قرأ إبراهيم بن حسن المقدّمات على والده وغيره من الفضلاء، ثمّ حضر الأبحاث العالية في الفقه وأُصوله على الشيخ عليّ والشيخ حسن آل كاشف الغطاء، ومحمد حسن النجفي، وحضر في أواخر أيامه على مرتضى الأنصاري. وكان أُستاذه محمد حسن النجفي يحول إليه الخصومات والدعاوى المشكلة والمسائل المعضلة. من تلامذته هو عباس كاشف الغطاء. 

كان من أشهر أُدباء أُسرة آل قفطان وفقهائها، له نوادر ظريفة، وله شعر كثير في مدح ورثاء أهل البيت والأئمة الاثنا عشر وغيرهم من أهل العلم في اللغتين الفصحى والعامّية، وقد برع من أقسام الشعر العامّي بالمواليا.

## أساتذته
من أساتذته:
| - علي وحسن ابني جعفر كاشف الغطاء. - محمد حسن النجفي. | - عبد الحسين الطريحي. - مرتضى الأنصاري. |

## وفاته
توفي بالنجف سنة 1279 هـ/ 1862 م ودفن بالصحن العتبة العلوية مع أبيه وأخيه من جهة باب الطوسي أمام الكيشوانية الشمالية.

## شعره
لا يكاد يوجد أحد ممن ترجم لقفطان لم يشر إلى جنبة الشعر فيه، فقد كتب علي كاشف الغطاء عنه: «كان أديباً حسن الخط، له إلمام بالعلوم الدينية، وله مراجعات ومطارحات مع شعراء عصره كعبد الباقي العمري وغيره، ومدائح ومراثٍ لعلماء عصره». وقال عنه جعفر النقدي: «شعره من الطبقة الوسطى». وأمَّا محسن الأمين فقد كتب في ترجمته: «له شعر كثير في التهاني ومدائح ومراثي علماء النجف وأدبائها، وله أيضاً في مراثي الأئمة عليهم السلامة ومدائحهم كثيرة، في اللغتين الفصحى والعامية، وقد برع من أقسام الشعر العامي بالمواليا، ومدح به الشيخ جعفر كاشف الغطاء كثيراً». وقال محمد حرز الدين: «له شعر مدون في المجاميع المخطوطة، جيد، يعد نظمه من الطبقة الوسطى حسب ما أراه، وقيل هو أمتن من أبيه علماً وأدباً، ووجدنا له نوادر ظريفة، وشعراً كثيراً، وقد رثى الحسين  بعدة قصائد». ومن شعره في التقوى ما نقله عن الكرباسي، وهو قوله:

## مؤلفاته
- أقل الواجبات في حجّ التمتع
- رسالة في المتعة
- ديوان شعره
- كتاب في الرهن
- قاطعة النزاع في أحكام الرضاع

من مؤلفاته المذكورة في تراجمه:
| - مؤلف في الرهن. - أقل الواجبات في حج التمتع. - قاطعة النزاع في أحكام الرضاع. | - رسالة في المتعة. ذكر الطهراني أنَّ قصة كتابة هذه الرسالة أنه قد وردت بعض الأسئلة من الهند إلى محمد حسن النجفي - الذي هو أستاذ القفطاني -، وتتعلق الأسئلة بزواج المتعة، فأحال الجواب إلى القفطاني، فكتب الرسالة. |

## وصلات خارجية
- في بوابة الشعراء